# Arraial
Arraial é um município brasileiro do estado do Piauí.

## Geologia
Apresenta quatro diferentes unidades geológicas constituintes do solo:
- Formação Poti: arenito, siltito, folhelho;
- Formação Piauí: arenito, siltito, folhelho, calcário;
- Formação Sardinha: basalto;
- Formação Longá: folhelho, siltito, calcário[6].

## Localização
Localiza-se a uma latitude 06º39'17" sul e a uma longitude 42º31'54" oeste, estando a uma altitude de 338 metros. Sua população estimada em 2004 era de 4 760 habitantes.
Possui uma área de 658,38 km².
| Noroeste: Amarante e Santa Cruz dos Milagres | Norte: Regeneração       | Nordeste: Tanque do Piauí e Francinópolis |
| Oeste: Francisco Ayres                       |                          | Leste: Tanque do Piauí                    |
| Sudoeste: Francisco Ayres                    | Sul: Cajazeiras do Piauí | Sudeste: Cajazeiras do Piauí              |

## Clima
O município possuí um clima tropical com estações de inverno seca. As condições de clima, associadas às variáveis de latitude e altitude tornam a região mais propicia ao predomínio de temperaturas um pouco mais elevadas, geralmente chegam aos 37 °C entre os meses de setembro e outubro. Já as temperaturas mínimas giram em torno de 24,3 °C.
Na Classificação do clima de Thornthwaite, o município se situa, no cenário médio relativo à umidade, na classificação de sub-úmido seco - C1.
A precipitação média pluviométrica do município é definida pelo Regime Equatorial Continental, com isoietas anuais que variam entre 800 a 1.400 mm, que se distribuem entre os 5 ou 6 meses mais chuvosos.
| Temperatura média em Arraial | Temperatura média em Arraial | Temperatura média em Arraial | Temperatura média em Arraial | Temperatura média em Arraial | Temperatura média em Arraial | Temperatura média em Arraial | Temperatura média em Arraial | Temperatura média em Arraial | Temperatura média em Arraial | Temperatura média em Arraial | Temperatura média em Arraial | Temperatura média em Arraial | Temperatura média em Arraial |
| Mês                          | Jan                          | Fev                          | Mar                          | Abr                          | Mai                          | Jun                          | Jul                          | Ago                          | Set                          | Out                          | Nov                          | Dez                          | Ano                          |
| ---------------------------- | ---------------------------- | ---------------------------- | ---------------------------- | ---------------------------- | ---------------------------- | ---------------------------- | ---------------------------- | ---------------------------- | ---------------------------- | ---------------------------- | ---------------------------- | ---------------------------- | ---------------------------- |
| Máxima temperatura média °C  | 32                           | 32                           | 31                           | 32                           | 32                           | 32                           | 33                           | 35                           | 37                           | 37                           | 36                           | 34                           | 33,6                         |
| Mínima temperatura média °C  | 24                           | 24                           | 23                           | 24                           | 24                           | 23                           | 23                           | 24                           | 25                           | 26                           | 26                           | 25                           | 24,3                         |
| Precipitação média mm        | 175                          | 165                          | 201                          | 143                          | 49                           | 7                            | 3                            | 3                            | 13                           | 43                           | 87                           | 134                          | 1023                         |